# 皮里亞京 (杜布諾區)
50°21′14″N 25°35′47″E / 50.35389°N 25.59639°E
皮里亞京（烏克蘭語：Пирятин），是烏克蘭的村落，位於該國西北部羅夫諾州，由杜布諾區負責管轄，面積1.43平方公里，海拔高度228米，2001年人口423，人口密度每平方公里295.8人。